# TRAPPIST
TRAPPIST, acronimo in inglese di TRAnsiting Planets and PlanetesImals Small Telescope–South, che significa "Piccolo telescopio per pianeti e planetesimi in transito", è un telescopio robotico riflettore di 60 cm installato in aprile 2010 presso l'osservatorio di La Silla dell'ESO. Il progetto è guidato dall'Astrophisics and Image Processing Group (AIP) del Dipartimento di Astrofisica, Geofisica e Oceanografia (AGO) dell'università di Liegi in stretta collaborazione con l'osservatorio di Ginevra ed è stato finanziato dal Swiss National Science Foundation in collaborazione con il Fondo Belga per la Ricerca Scientifica (F.R.S.). È così chiamato in onore dell'ordine dei trappisti del Belgio.
Situato sulle alte montagne cilene all'osservatorio di La Silla dell'ESO, è di fatto controllato dal gruppo di Astrophysique et Traitement de l'Image dell'Università di Liegi, in Belgio. È ospitato nella cupola del telescopio svizzero T70, dismesso nel 1998.
TRAPPIST è stato costruito e ottimizzato per studiare due ambiti di astrobiologia attualmente di crescente interesse: fornisce un'alta qualità fotometrica di transiti esoplanetari e delle emissioni gassose delle comete brillanti monitorate regolarmente. Il progetto ha tre principali finalità:
- Rilevamento dei transiti di nuovi esopianeti
- Caratterizzazione delle dimensioni di esopianeti noti
- indagini sulla composizione chimica di comete luminose e loro evoluzione nel percorso orbitale

## Il telescopio

### Concettualità del progetto
Il concetto alla base del progetto di un telescopio automatizzato e specificatamente dedicato ai transiti esoplanetari è che tipicamente, questi ultimi richiedono ore di osservazioni per essere rilevati, sia indagando per nuovi pianeti che per esopianeti noti o candidati da confermare e caratterizzare. Idem per il monitoraggio di comete che richiedono osservazioni ripetute per più settimane. Inoltre la disponibilità dei telescopi necessari per queste osservazioni, tipicamente di classe 4-8 metri general-purpose è limitata e costosa.

### Telescopio e strumentazione
Essendo un osservatorio robotico, TRAPPIST abbatte i costi di gestione garantendo un'alta affidabilità. Le indagini osservative vengono determinate in anticipo e configurate tramite software giornalmente. Tale software controlla tutti gli aspetti tecnici: controllo della cupola, puntamento, fuoco, acquisizione delle immagini, astrometria, calibrazioni e trasferimento dei dati, attivandosi poco prima del tramonto, aprendo la cupola e raffreddando la camera CCD, poiché operando in infrarosso necessita di basse temperature operative. All'alba il sistema entra in modalità sospensione. La mobilità dell'osservatorio è controllata tramite una connessione di rete privata virtuale (VPN) tra l'università di Liegi e la struttura di La Silla a cui può accedere qualunque soggetto abilitato da qualsiasi parte dal mondo dotato di accesso alla connessione. Per ogni notte osservativa vengono prodotti dai 2 ai 15 GB di dati grezzi che un software dedicato vaglia e trasferisce alla base a Liegi; la mole di dati inviata varia a seconda che si stia effettuando una survey esoplanetaria o un programma di tracciamento di comete, poiché queste ultime richiedono numerose istantanee per elaborare una dinamicità in tempo reale.
Il telescopio è un Ritchey-Chrétien da 60 cm costruito da ASTELCO supportato da una montatura equatoriale di tipo tedesca con un tempo di esposizione massimo di 4 minuti. La camera CCD è raffreddata termoelettricamente a -35° C con risoluzione di 2048*2048 pixel per 0.64 arcsec/pixels, per un'ampiezza visuale totale di 22*22 arcmin. La fotocamera è dotata di un sistema rotante di filtri che consente di commutare celermente in 12 diverse configurazioni.

### Installazione e prima luce

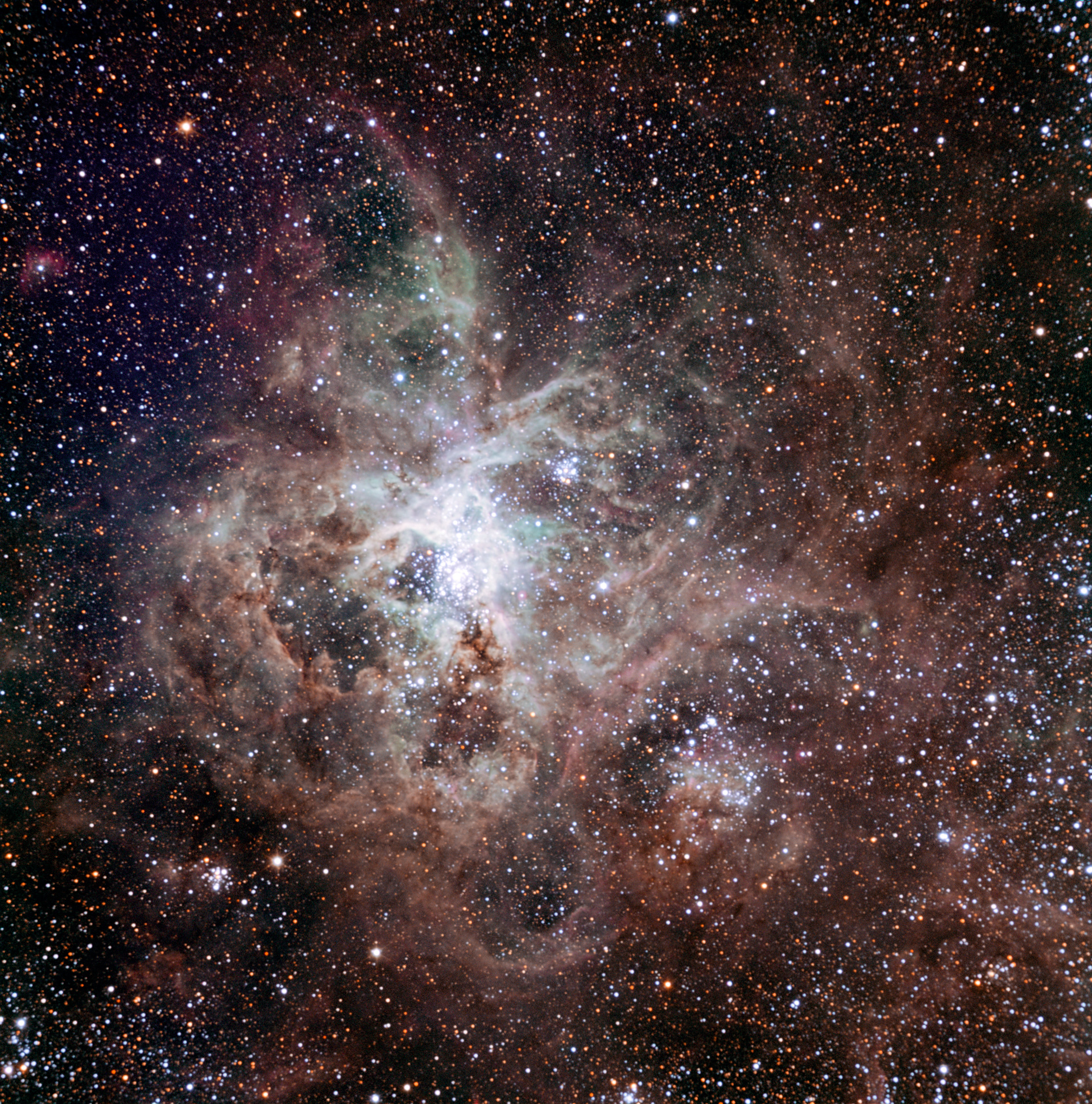
Prima luce di TRAPPIST : la Nebulosa Tarantola nella Grande Nube di Magellano

Il telescopio è stato installato ad aprile 2010 nella cupola del telescopio svizzero T70 dell'università di Ginevra,  dismesso nel 1998 dopo quasi vent'anni di attività, a seguito dell'entrata in funzione del telescopio Eulero gestito sempre dall'ateneo svizzero. La cupola da 5 metri (Ash-dome) è stata equipaggiata con un motore azimutale ed un controllo remoto, oltre ad una stazione meteorologica indipendente che in caso di condizione meteo avverse chiude automaticamente la cupola. Una unità energetica suppletiva (UPS) alimenta l'osservatorio per 45 minuti in caso di improvvisa assenza di corrente e alcune webcam monitorano il perimetro della struttura. La prima luce è stata ottenuta l'8 giugno 2010 in modalità remota durante una conferenza divulgativa tenutasi presso l'università di Liegi e il telescopio è divenuto operativo alle operazioni scientifiche (SV, Science Verification) sempre in modalità remota a dicembre dello stesso anno.

## Attività scientifica

### Indagini di transiti esoplanetari
Il metodo del transito utilizzato da TRAPPIST è una tecnica indiretta basata sulla diminuzione della luminosità apparente della stella osservata. La periodicità di questo evento consente di ricavare il raggio del pianeta candidato. Unitamente al metodo della velocità radiale vengono ricavate massa e densità del pianeta da cui se ne evince una composizione fisico/chimica di massima.

#### Rilevamento di nuovi esopianeti
Grazie alla precisione fotometrica ed al tempo di osservazione dedicato, TRAPPIST è stato di supporto alle indagini effettuate dalle missioni CoRoT e WASP, confermandone alcuni pianeti candidati fornendo una migliore risoluzione e precisione nei tempi e di contro, discriminando i falsi positivi quali le binarie ad eclissi come nel caso di 30 candidati precedentemente rilevati da WASP e confermandone 10 pianeti.
TRAPPIST è di supporto anche alle indagini di ricerca tramite velocità radiale (VR) effettuate con spettrografi quali HARPS presso il telescopio di 3.6 metri dell'ESO e CORALIE, installato al telescopio Eulero. La tecnica di VR consente di valutare stelle significativamente più luminose di quelle con il metodo dei transiti. TRAPPIST è in grado di rilevare pianeti di tipo rocciosi intorno a nane brune osservate da HARPS.

#### Caratterizzazione di pianeti noti
Acquisita una curva di luce relativamente precisa, osservazione di follow-up consentono di ricavare parametri ulteriori quali:
- rapporto tra il raggio planetario ed il raggio della stella ospite
- inclinazione orbitale
- coefficiente di oscurameto al bordo[15]
- densità stellare, se il periodo orbitale è noto

L'acquisizione di questi dati consente inoltre di conoscere eventuali variazioni del tempo di transito segnalando l'eventuale presenza di ulteriori pianeti nel sistema osservato.

### Indagini sulle composizioni chimiche cometarie
TRAPPIST è il solo strumento nell'emisfero australe che può osservare giornalmente le emissioni cometarie e seguirne l'evoluzione. Per comete relativamente luminose, entro la 12° mag., viene rilevato il tasso di emissione dei gas e la distribuzione nello spazio di diverse molecole quali ossigeno (OH), Carbonio (C), Cianuro (CN), mentre le analisi visuali di chioma, getti e coda, possono fornire indicazioni sulle regioni attive delle comete e sul periodo di rotazione dei nuclei. Tali indagini, non possibili con telescopi maggiori a causa degli alti costi e del ridotto tempo disponibile, consentono di classificare le comete valutando come varia il tasso di emissione gassosa al variare della distanza dal sole. Il programma di analisi cometaria di TRAPPIST (IAU cod. I40) è in grado di analizzare da 5 a 10 comete annualmente derivando fotometria e astrometria per eventuali osservazioni più approfondite con i telescopi di classe superiore.

## Ricerca e risultati scientifici di rilievo
- Nel novembre 2010 fu osservata un'occultazione stellare di Eris, rivelando che il pianeta nano potrebbe essere più piccolo di Plutone; venne inoltre osservata un'occultazione stellare di Makemake, quando questi passò davanti alla stella NOMAD 1181-0235723. Le osservazioni di questo evento portarono a concludere che il pianeta nano avrebbe un'atmosfera molto limitata.[3][17]
- Nel 2015, un gruppo di astronomi belgi coordinati da Michaël Gillon ha utilizzato il telescopio per osservare la stella nana ultrafredda 2MASS J23062928-0502285, nota anche come TRAPPIST-1. Mediante transito, hanno scoperto tre pianeti dalle dimensioni terrestri, con il pianeta più esterno che sembra essere all'interno della zona abitabile della piccola nana rossa. I risultati della ricerca sono stati pubblicati a maggio 2016[18][19]. Il sistema è stato successivamente studiato nel 2017 con il telescopio spaziale Spitzer, dai cui dati ricavati è stato possibile scoprire altri 4 pianeti orbitanti intorno a TRAPPIST-1, alcuni dei quali situati nella zona abitabile della stella.[20]